# Reticulocephalis
Reticulocephalis är ett släkte av svampar. Reticulocephalis ingår i familjen Sigmoideomycetaceae, ordningen Zoopagales, divisionen oksvampar och riket svampar.
|                  | Sigmoideomyces                                                                            |
|                  |                                                                                           |
| Reticulocephalis | \| \| Reticulocephalis clathroides \| \| \| \| \| \| Reticulocephalis gyrosus \| \| \| \| |
|                  | \| \| Reticulocephalis clathroides \| \| \| \| \| \| Reticulocephalis gyrosus \| \| \| \| |
|                  | Thamnocephalis                                                                            |
|                  |                                                                                           |
|                  | Reticulocephalis clathroides                                                              |
|                  |                                                                                           |
|                  | Reticulocephalis gyrosus                                                                  |
|                  |                                                                                           |

|  | Reticulocephalis clathroides |
|  |                              |
|  | Reticulocephalis gyrosus     |
|  |                              |